# Ghana na Mistrzostwach Świata w Lekkoatletyce 2011
Ghana na Mistrzostwach Świata w Lekkoatletyce 2011 była reprezentowana przez 7 zawodników.

## Wyniki reprezentantów Ghany

### Mężczyźni

#### Konkurencje biegowe
| Konkurencja | Zawodnik                                                              | Eliminacje | Eliminacje | Półfinał | Półfinał | Finał    | Finał   |
| Konkurencja | Zawodnik                                                              | Rezultat   | Pozycja    | Rezultat | Pozycja  | Rezultat | Pozycja |
| ----------- | --------------------------------------------------------------------- | ---------- | ---------- | -------- | -------- | -------- | ------- |
| 100 m       | Aziz Zakari                                                           | 10.55      | 35.        |          |          |          |         |
| 4 × 100 m   | Emmanuel Appiah Kubi Timothy Kwasi Abeyie Agyapong Ashhad Aziz Zakari | 39.17      | 16.        |          |          |          |         |

#### Konkurencje techniczne
| Konkurencja | Zawodnik         | Eliminacje | Eliminacje | Finał    | Finał   |
| Konkurencja | Zawodnik         | Rezultat   | Pozycja    | Rezultat | Pozycja |
| ----------- | ---------------- | ---------- | ---------- | -------- | ------- |
| Skok w dal  | Ignisious Gaisah | 7,92 m     | 17.        |          |         |

### Kobiety
| Konkurencja | Zawodniczka      | Finał    | Finał   |
| Konkurencja | Zawodniczka      | Rezultat | Pozycja |
| ----------- | ---------------- | -------- | ------- |
| Siedmiobój  | Margaret Simpson | 6183 pkt | 14.     |